# Von brigði
Von brigði är ett remixalbum av det isländska bandet Sigur Rós debutalbum Von. Skivan har bara släppts på Island.

## Låtlista
1. Syndir Guðs (av Biogen)
2. Syndir Guðs (av Múm)
3. Leit að lífi (av Plasmic)
4. Myrkur (av Ilo)
5. Myrkur (av Dirty-Box)
6. 180 sekúndur fyrir sólarupprás (av Curver)
7. Hún jörð (av Hassbræður)
8. Leit að lífi (av Thor)
9. Von (av GusGus)
10. Leit að lífi 2 (av Sigur Rós själva)